# Jesús López Carril
Pour les articles homonymes, voir López.
Jésus López Carril (né le 7 novembre 1949 à Santa Marta Carbayín (es) dans la principauté des Asturies) est un coureur cycliste espagnol. Professionnel de 1976 à 1980, il a remporté une étape du Tour d'Espagne 1980, sa seule victoire chez les professionnels,,.
Son frère Vicente, troisième du Tour de France 1974, a également été cycliste professionnel.

## Palmarès

### Palmarès amateur
- 1966
  -  Champion d'Espagne sur route juniors
- 1970
  - 3ea étape de la Cinturón a Mallorca
- 1973
  - Volta ao Ribeiro
- 1974
  -  Champion d'Espagne sur route amateurs
  - 3e du Tour de Lleida
- 1975
  - Tour de Tolède

### Palmarès professionnel
- 1980
  - 11e étape du Tour d'Espagne

## Résultats sur les grands tours

### Tour d'Italie
1 participation
- 1976 : abandon

### Tour d'Espagne
2 participations
- 1979 : 60e
- 1980 : abandon, vainqueur de la 11e étape